# Anthenea sibogae
Anthenea sibogae is een zeester uit de familie Oreasteridae.
De wetenschappelijke naam van de soort werd in 1915 gepubliceerd door Ludwig Döderlein. De soort is vernoemd naar de Hr. Ms. Siboga, het schip waarmee in 1899 en 1900 de Siboga-expeditie werd uitgevoerd.